# Ǵ
Das Ǵ (kleingeschrieben ǵ) ist ein Buchstabe des lateinischen Schriftsystems. Es besteht aus einem G mit einem Akut.
Der Buchstabe findet keine Anwendung in heutigen Schriftsprachen, wird aber zur Transliteration von Zeichen nichtlateinischer Schriftsysteme wie beispielsweise des paschtunischen Zze (ږ) oder des kyrillischen Ѓ verwendet, wie es im Mazedonischen für die Darstellung der stimmhaften alveopalatalen Affrikate [d͡ʑ] oder des stimmhaften palatalen Plosivs [⁠ɟ⁠] verwandt wird. Weiterhin findet das Ǵ Anwendung bei der Darstellung des Urindogermanischen.

## Darstellung auf dem Computer
Unicode enthält das Ǵ an den Codepunkten U+01F4 (Großbuchstabe) und U+01F5 (Kleinbuchstabe).